# 花見駅
花見駅（はなみえき）は、かつて福岡県古賀市花見南に存在した、西日本鉄道（西鉄）宮地岳線の駅。2007年（平成19年）、宮地岳線（現・貝塚線）の区間廃止に伴い廃駅となった。

## 歴史
- 1929年（昭和4年）11月1日：博多湾鉄道汽船の駅として開業。
- 1942年（昭和17年）9月19日：博多湾鉄道汽船が九州電気軌道（のちの西日本鉄道）に合併される。
- 1966年（昭和41年）：駅舎改築。
- 2007年（平成19年）4月1日：廃止。

## 駅構造

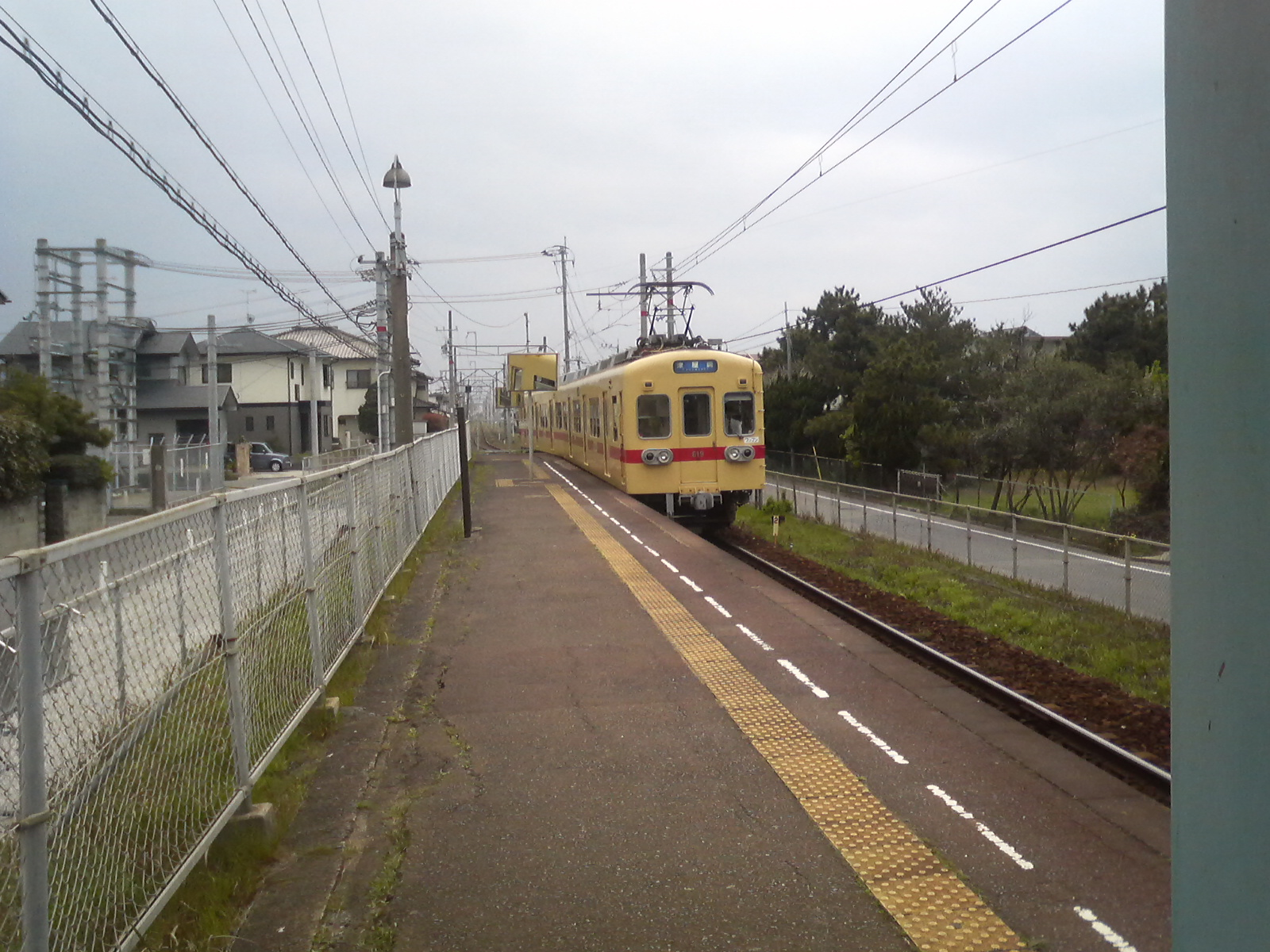
ホーム（2007年3月）

単式ホーム1面1線を有する地上駅。ホームは線路の東側に置かれていた。また、駅舎はホームの福間方の端から坂を下ったところに設けられていた。末期は有人駅であったが、日中は係員が不在となった。当駅には自動券売機は設置されていなかった。

## 利用状況
1日の平均乗車および乗降人員は下表のとおり。
| 年度   | 1日平均 乗車人員 | 1日平均 乗降人員 |
| ------ | ---------------- | ---------------- |
| 2000年 | 373              | 835              |
| 2001年 | 348              | 787              |
| 2002年 | 375              | 740              |
| 2003年 | 333              | 670              |
| 2004年 | 307              | 618              |
| 2005年 | 296              | 594              |
| 2006年 | 279              | 561              |

## 駅周辺
閑静な住宅地となっている。
- 千鳥駅 - JR九州 鹿児島本線

## その他
- 井上陽水の「東へ西へ」の歌詞中に登場する「花見の駅」は当駅と言われている。

## 隣の駅
西日本鉄道
■宮地岳線
西鉄古賀駅 - 花見駅 - 西鉄福間駅